# Osvald Sirén
Osvald Sirén (født 6. april 1879 i Helsinki, død 26. juni 1966 i Stockholm) var en svensk-finsk kunsthistoriker og æstetiker. Han blev dr.phil. 1900 og kom samme år til Stockholm, blev amanuensis ved Nationalmuseum, docent og i 1908 professor i kunsthistorie ved Stockholms Högskola. Sirén var en videnskabsmand af megen åndelig spændvidde og omfangsrig viden og kultur. Han har skrevet meget detaljerede, analyserende og navne-bestemmende værker (til dels på tysk), om ældre italiensk kunst og gjort afstikkere til orientalsk kunst med videre og dyrket hjemlige kunstforeteelser, har desuden også skrevet digte.